# Bothriocera tinealis
Bothriocera tinealis är en insektsart som beskrevs av Hermann Burmeister 1835. Bothriocera tinealis ingår i släktet Bothriocera och familjen kilstritar.

## Underarter
Arten delas in i följande underarter:
- B. t. floridina
- B. t. westwoodi